# 輕型高頂旅行車

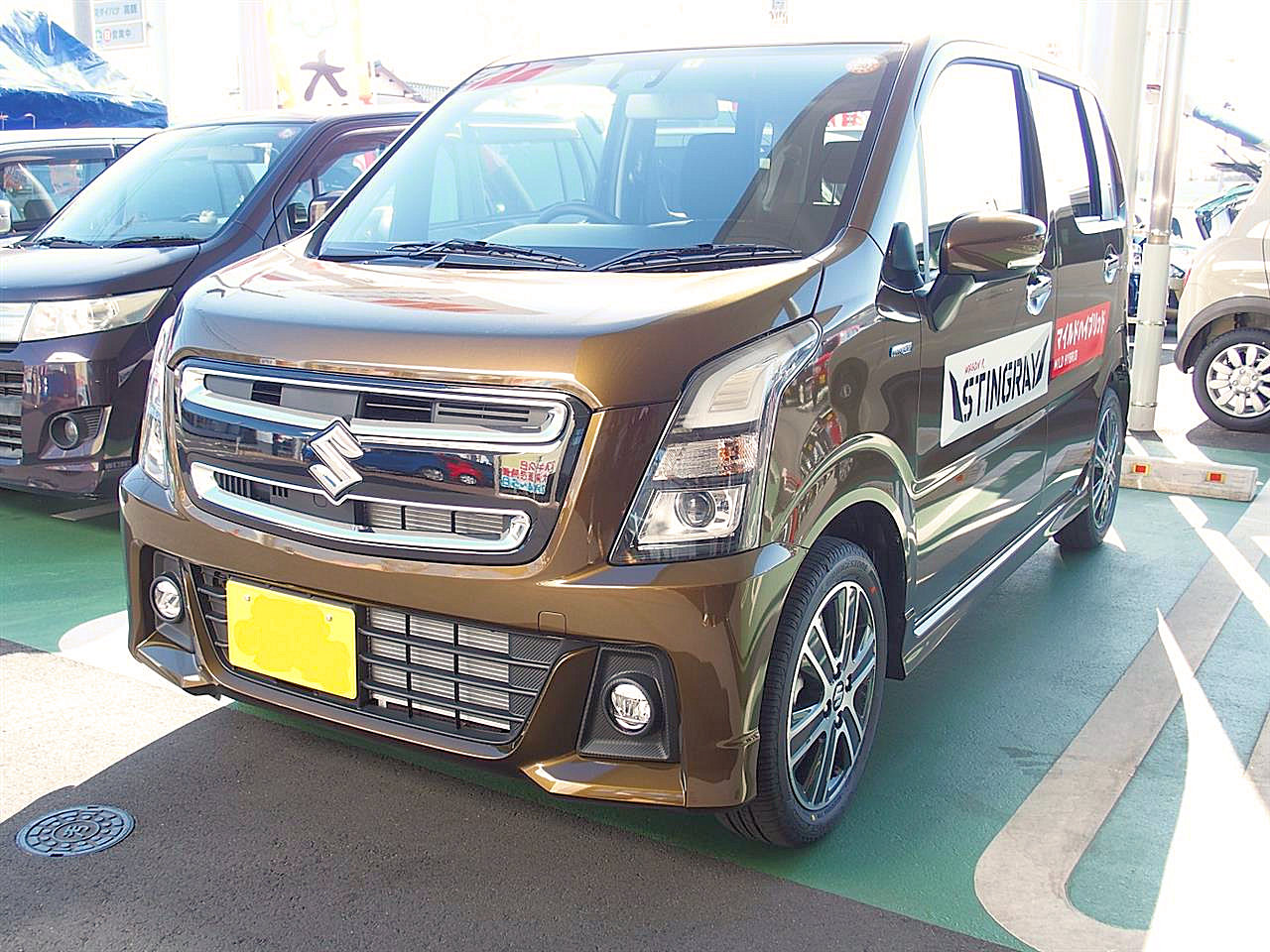
鈴木Wagon R為輕型高頂旅行車之典型

輕型高頂旅行車（日语：軽トールワゴン）來自和製英語「Kei Tall Wagon」，或稱「（Kei Height Wagon）」在日本車壇意指輕型多功能休旅車（但沒有第三排座椅）。車體風格為二廂式，但車頂明顯高於一般乘用車，尾門則為掀背式。雖然本質上為輕型多功能休旅車，但日本車廠在銷售策略上為了盡量讓消費者將該車型與乘用車聯想在一起，而非平頭式（cab over the engine，駕駛室位於引擎上方，故車頭是平的）或半平頭式（semi cab over）商用車，所以才創造出「輕型高頂旅行車」的字眼。

## 概要
由於「輕型車」為日本獨有的汽車種類，輕型高頂旅行車對應歐洲的分類可能比較接近迷你MPV或微型麵包車。因為車頂被拉高而增加車室容積，坐滿乘員時比較不會顯得侷促。跟普通轎車比起來，還有駕駛者視野較佳、乘降出入方便等優點。反過來說，因為車頂較高，較大的風阻會影響油耗表現，車輛重心也隨著提高而影響駕駛穩定性。
日本標準的機械式立體停車場高度限制為1,550mm，可是像三菱eK（第一、二代）、日產Otti、第一代速霸陸Pleo等車款皆無法使用此類停車場。更甚者大發Wake的車高為1,835mm，簡直等同中型SUV的高度。2010年6月日本新車安全評鑑曾針對日本市售25款輕型車做側面撞擊測試，結果發現共有11款造成翻覆；而這11款車內有8款是輕型高頂旅行車。由於汽車翻覆時會影響乘客開啟車門逃生，關於此點不可不察。

## 歷史

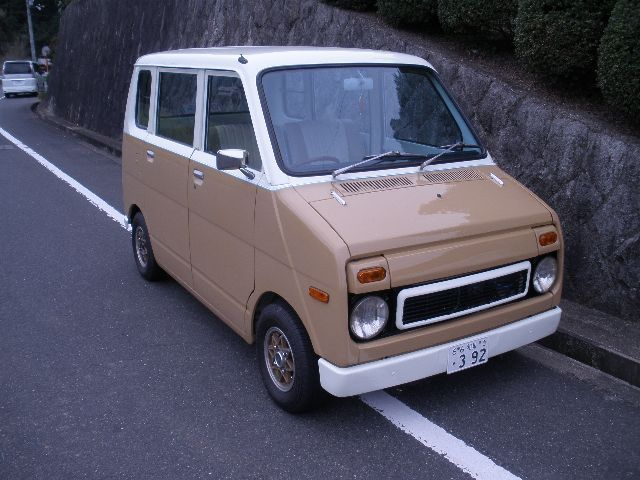
本田Life Step Van

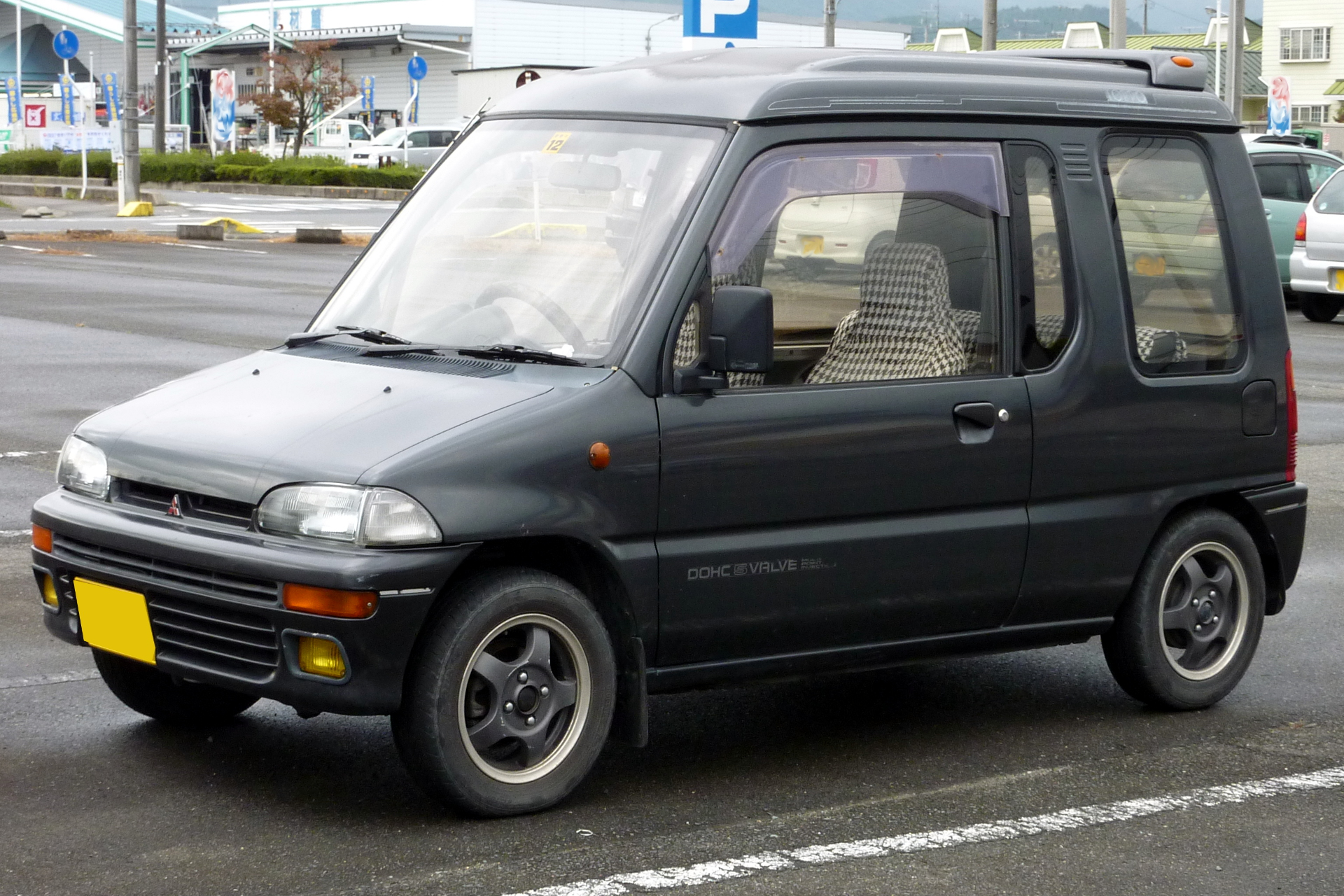
三菱Minica Toppo

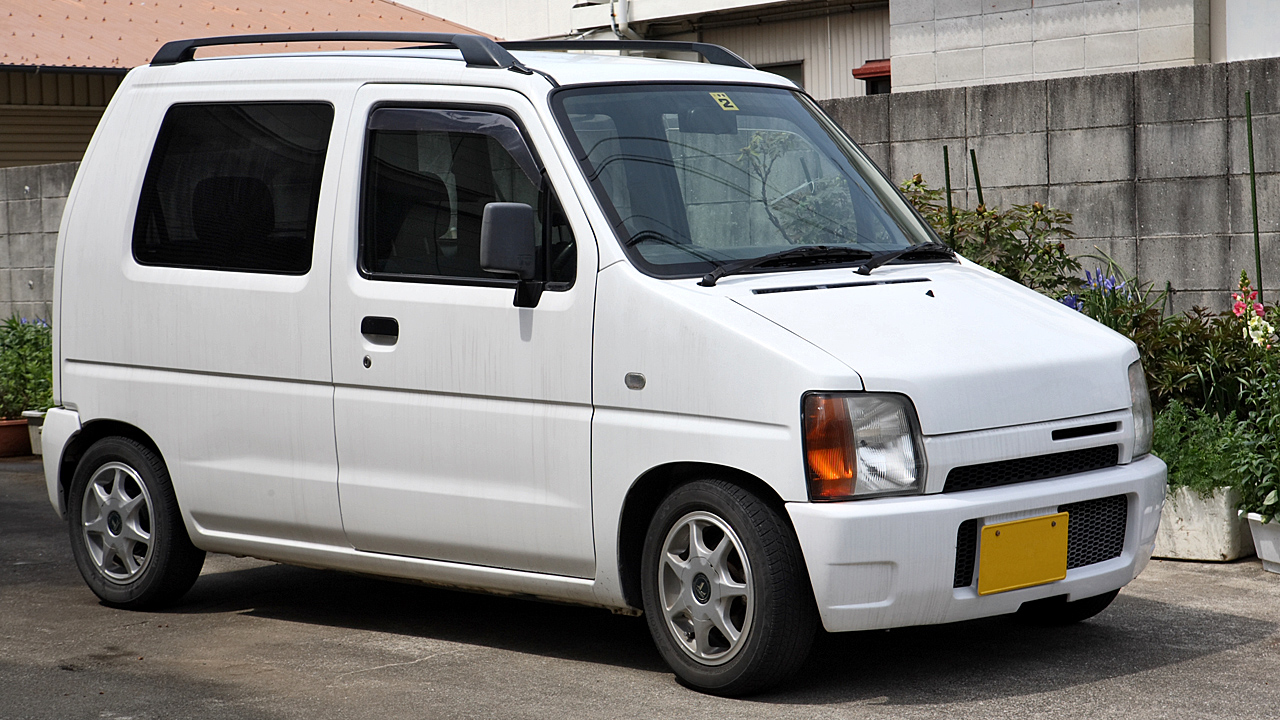
第一代鈴木Wagon R

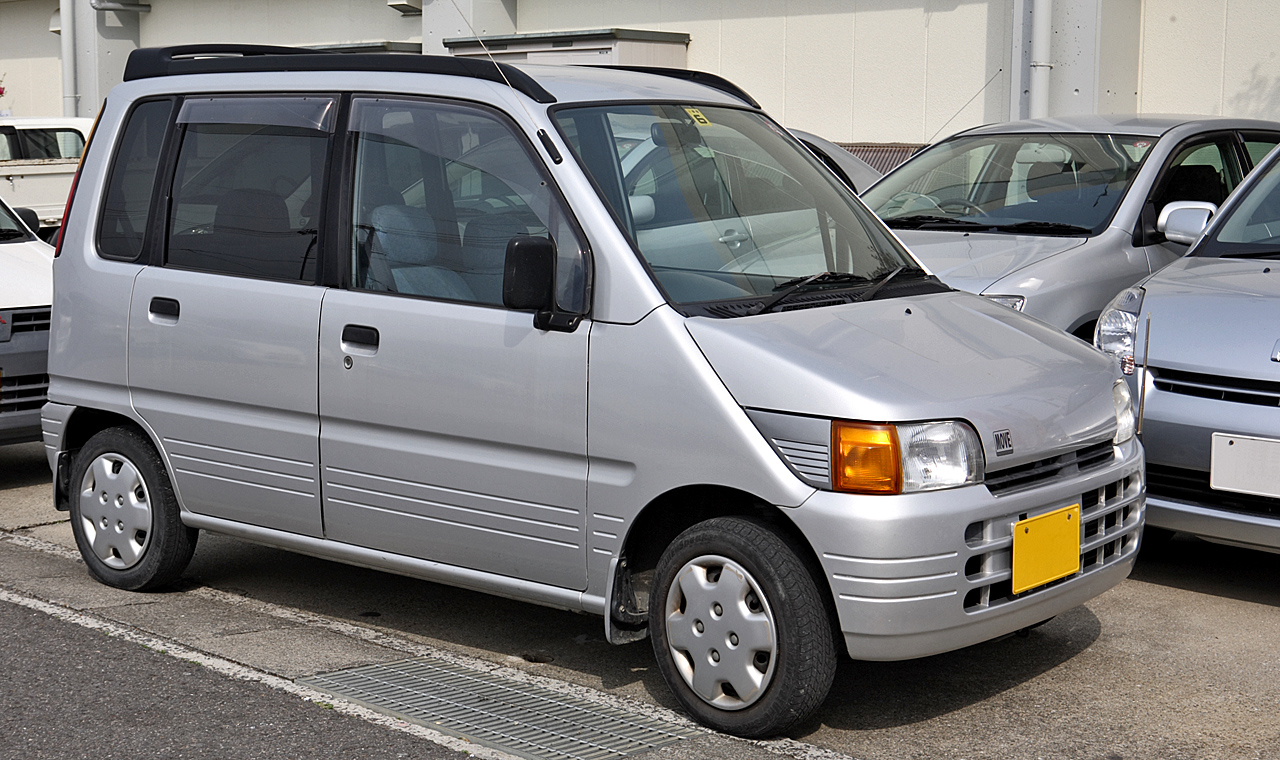
第一代大發Move

細究輕型高頂旅行車的起源，當屬1972年本田技研工業推出的本田Life Step Van。雖然該車款具有濃厚的商用車氣息，容積空間和實用性仍比不上本田TN360皮卡貨車。況且彼時消費者的生活型態仍未重視休閒生活，Life Step Van發售兩年後便黯然退場。1980年代後半發生泡沫經濟，日本車壇陸續輸入路華迷你、雪鐵龍2CV、雷諾4號等個性化的大眾車款，刺激日系車廠重新思考汽車的附加價值。接著日產汽車陸續發表日產Be-1、日產Pao、日產費加羅等車款皆造成轟動，影響所及使得消費者開始注重汽車外形的個性化設計，也讓其他對手注意到這塊市場。1990年三菱汽車開發製造的三菱Minica Toppo上市，全車機械構造和原生車第六代三菱Minica都相同，但高度硬是多出23公分。多出來的頭頂空間讓車室顯得寬闊，外型設計雖然和「可愛」沾不上邊，但消費者（特別是女性）逐漸能接受此種外形風格。
1979年作為鈴木Fronte商用版的鈴木Alto問世，開創出「輕型貨車」的新類別。嗅到市場風向的鈴木公司於1993年推出鈴木Wagon R，想不到一炮而紅，再度將該公司推向輕型車盟主的寶座。大發工業身為最大的競爭對手，也在1995年推出大發Move對抗。雖然Move前二代的銷售數字比不上Wagon R，甚至敗給1998年推出的第三代本田Life，可是2003年第三代Move終於逆轉成功，現在Move和Wagon R共同成為輕型高頂旅行車的代表車種。
Move和Wagon R（包括換牌的兄弟車第一代馬自達AZ-Wagon）白熱化的競爭促使其他車廠下場較量，1997年第二代本田Life問世，翌年三菱Toppo BJ也投入競爭，如此一來確立了這種車型在輕型車中的地位。反觀富士重工業於1998年開發的第一代速霸陸Pleo，1,575mm的車高設定無法進入一般機械式立體停車場，直到2001年才推出車高1,550mm的車型。後來富士重工業在輕型車市場的獲利不甚理想，陸續宣布停產Pleo、R2、速霸陸R1等車種，2006年6月面世的第一代速霸陸Stella曾一度成為該公司自製的輕型車，其餘輕型車款皆委託同屬豐田汽車的大發工業換牌代工。
進入2000年代後期，輕型高頂旅行車的主流地位逐漸動搖。鈴木推出第二代鈴木MR Wagon，復推出鈴木Palette以對抗大發Tanto。至於日產汽車也委託鈴木換牌代工生產，例如日產Moco（兄弟車是鈴木MR Wagon）、日產Roox（兄弟車是鈴木Palette）。反觀大發工業為了擴張版圖，接連推出以Move衍生的大發Move Latte、大發Move Conte等車種。另一方面，三菱汽車也發售三菱eK（兄弟車為日產Otti），細分成許多車型以符合各種車主之需求，甚至還配置輕型車中罕見的五速手排變速箱。2004年4月該車系停售，三菱暫時停產超過1,550mm的高頂輕型車，直到2008年才又推出三菱Toppo。

## 車種一覽

### 現行車種
- 鈴木汽車製造：粗體字為原型車款，表示車型名稱，★代表採用後座滑門

| 鈴木                          | 馬自達 「Flair」系列         | 日產          |
| ----------------------------- | ---------------------------- | ------------- |
| Wagon R〈Stingray〉           | Flair〈Custom Style〉        |               |
| MR Wagon〈Wit〉               |                              | Moco〈Dolce〉 |
| Spacia〈Custom〉★             | Flair Wagon〈Custom Style〉★ |               |
| Hustler （輕型高頂旅行型SUV） | Flair Crossover              |               |

- 大發工業製造：除Wake、Cast之外，其餘車型名稱皆為Custom

| 大發工業                          | 速霸陸 （富士重工業） | 豐田        |
| --------------------------------- | --------------------- | ----------- |
| Move                              | Stella （第二代以降） |             |
| Move Conte                        |                       | Pixis Space |
| Tanto★                            |                       |             |
| Wake★                             |                       | Pixis Mega★ |
| Cast （輕型高頂旅行型跨界休旅車） |                       |             |

- 本田技研工業製造：
  - N-BOX系列（日语：ホンダ・N-BOX）：
    - N-BOX★
    - N-BOX +★
    - N-BOX SPLASH

  - N-ONE（日语：ホンダ・N-ONE）
  - N-WGN（日语：ホンダ・N-WGN）

- 三菱汽車製造：三菱與日產合資成立的NMKV公司（日语：NMKV）負責開發、三菱製造、三菱和日產各別銷售。輕型車的車輛型號採三菱之命名方式，製造商亦是以三菱之名義。

| 三菱 「eK」系列                | 日產 「Dayz」系列          |
| ------------------------------ | -------------------------- |
| eK Wagon/Custom （第三代以降） | Dayz〈Highway Star〉       |
| eK Space〈Custom〉★            | Dayz Roox〈Highway Star〉★ |

### 停產車種
- 鈴木汽車製造（鈴木、馬自達、日產）：
  - 鈴木Palette：兄弟車第一代馬自達Flair Wagon、日產Roox（日语：日産・ルークス）
  - 馬自達AZ-Wagon
- 大發工業製造（大發、速霸陸）：
  - 大發Move Latte（日语：ダイハツ・ムーヴラテ）
  - 大發Tanto Exe（日语：ダイハツ・タントエグゼ）：兄弟車速霸陸Lucra
- 富士重工業製造：
  - 第一代速霸陸Pleo
  - 第一代速霸陸Stella
- 本田技研工業製造：
  - 本田That's（日语：ホンダ・ザッツ）
  - 本田Zest（日语：ホンダ・ゼスト）
  - 本田Life（日语：ホンダ・ライフ）
- 三菱汽車製造：
  - 三菱Minica Toppo
  - 三菱Toppo BJ（日语：三菱・トッポBJ）
  - 三菱Toppo（日语：三菱・トッポ）

## 內部連結
- 輕型車
- 輕型貨車
- 高頂旅行車（日语：トールワゴン）
- 輕型半高頂旅行車（日语：軽セミトールワゴン）

## 外部連結
- （日語）軽自動車の選び方・購入ガイド （页面存档备份，存于）